# Альтернат
Альтернат (от лат. сл. alternare) — понятие международного права, означавшее (до Венского конгресса) старшинство монархов или их представителей при занятии мест на конгрессах или при подписях заключаемого международного договора — вызывавшее нередко пререкания и ссоры. С начала XVIII века на конгрессах Утрехтском (1713), Лондонском (1718), Аахенском (1748) альтернат был признан за пятью первоклассными державами; на Венском же конгрессе пришли к установлению равенства путём подписей трактатов в алфавитном порядке названий государств, принимающих участие в договоре, причём в экземпляре, достающемся данному государству, оно ставится на первом месте, а остальные следуют по алфавиту.
В современном международном праве под альтернатом понимается норма, по которой в экземпляре международного соглашения, предназначенном для данной договаривающейся стороны, на первом месте помещаются: её название (в общем перечне сторон), подписи уполномоченных, печать и текст договора на языке её государства. Альтернатом называется также экземпляр договора, остающийся у этой стороны после его подписания.